# Gymnodia áeremophila
Gymnodia áeremophila är en tvåvingeart som först beskrevs av Brauer et Bergenstamm 1894.  Gymnodia áeremophila ingår i släktet Gymnodia och familjen husflugor. Inga underarter finns listade i Catalogue of Life.